# Triumph Acclaim
De Triumph Acclaim is een automodel in de compacte middenklasse dat van herfst 1981 tot zomer 1984 werd geproduceerd door de Britse Triumph Motor Company, onderdeel van British Leyland (BLMC). Hij was gebaseerd op de Honda Civic en had een door Honda ontworpen motor. Veel onderdelen van de Acclaim werden echter gemaakt in het Verenigd Koninkrijk.

## Geschiedenis
In de jaren zeventig was Triumph in de klasse van middelgrote sedans vertegenwoordigd met de achterwielaangedreven Dolomite waarvan het concept terugging tot het jaar 1965. Vanaf 1970 werkte Triumph aan de opvolger SD2 die echter vanwege economische problemen niet tot serieproductie werd ontwikkeld. Na de beëindiging van het SD2-project ging een delegatie van British Leyland in 1978 met Honda in gesprek over de bouw van een kleine familiesedan. Op 26 december 1979 ondertekende Michael Edwardes officieel de samenwerkingsovereenkomst tussen British Leyland en Honda. Achttien maanden later begon de productie van de nieuwe auto onder de namen Triumph Acclaim en Honda Ballade (sedanversie van de Civic). Na het einde van de productie van de Dolomite en de TR7/TR8 was de Acclaim vanaf 1981 de enige nieuwe auto met het Triumph-embleem.
De Acclaim was de eerste hoofdzakelijk Japanse auto die in der EG (tegenwoordig EU) werd gebouwd om de Japanse zelfbeperking tot 11% van de in Europa verkochte auto's te omzeilen. De Acclaim was ook een belangrijk keerpunt voor British Leyland zelf, omdat dit de eerste auto van de fabrikant sinds lange tijd was die vanaf het begin goede kwaliteit en betrouwbaarheid toonde. Hij effende de weg voor de op Honda gebaseerde auto's die BLMC (en zijn opvolgers Austin Rover en MG Rover Group) in de jaren tachtig en negentig zou ontwikkelen onder de merknaam Rover.
De meest opvallende wijziging was het bedrijfslogo in het midden van de grille terwijl het Honda-embleem bij de Honda aan de rechterkant zat. Andere verschillen waren de Keihin-carburateurs (de Honda Ballade had slechts een enkele carburateur), de buitenspiegels die aan de deuren waren bevestigd, de speciaal voor de Britse markt aangepaste onafhankelijke wielophanging met MacPherson-veerpoten en de stoelen waarvan de frames gelijk waren aan die van de Morris Ital. De auto had voor schijfremmen en achter trommelremmen.

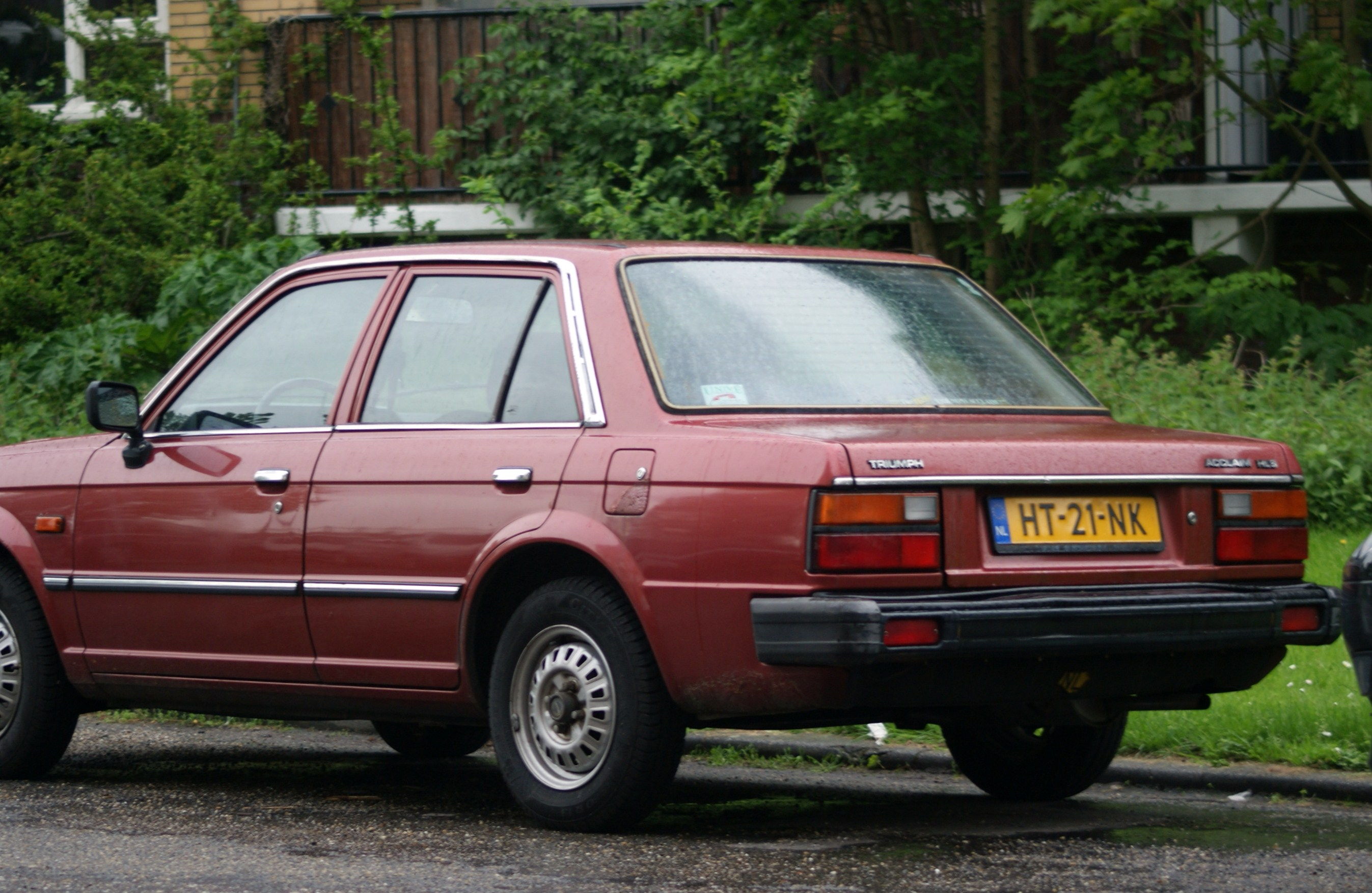
Triumph Acclaim HLS Automatic (1982), achterzijde

Alle Acclaims hadden voorwielaandrijving en een 1335 cc viercilinder lijnmotor met bovenliggende nokkenas (ohc) zoals die ook in de Honda Civic in gebruik was, ook het interieur van beide auto's was bijna gelijk (met uitzondering van de stoelen). De gebruikelijke uitrustingsniveaus van BLMC waren L, HL, HLS en de topuitvoering CD met elektrische ramen aan de voor- en achterzijde, een reinigingssysteem voor de koplampen en op verzoek ook airconditioning. Gedurende de gehele productieperiode werden er geen significante wijzigingen aan het model doorgevoerd. Kleine wijzigingen betroffen de deurgrepen, het stuurwiel, de versnellingspookknop en de bediening van de luchtcirculatie die werd verplaatst.
In 1982 en 1983 was de Acclaim een van de tien meest verkochte auto's in het Verenigd Koninkrijk, het eerste Triumph-model sinds in 1965 de verkoopcijfers werden geregistreerd. In de zomer van 1984 werd de productie van de Acclaim gestaakt, waarmee het merk Triumph verdween omdat de bedrijfsnaam in Austin Rover werd gewijzigd en in het vervolg alleen nog auto's van de merken Austin, Rover, Land Rover en MG geproduceerd zouden worden.
Een totaal van 133.625 exemplaren liep van de band, waarvan de meeste werden verkocht in het Verenigd Koninkrijk. Zijn opvolger was de Rover 200.